# Leonid Pastur
Leonid Andrijowytsch Pastur (em ucraniano:  Леонід Андрійович Пастур, em russo:  Леонид Андреевич Пастур, transl. Leonid Andrejewitsch Pastur; Vinnytsia, República Socialista Soviética da Ucrânia, 21 de agosto de 1937) é um matemático e físico ucraniano.
Pastur obteve um doutorado em 1964 na Academia Nacional de Ciências da Ucrânia, orientado por Vladimir Marchenko.
Foi palestrante convidado do Congresso Internacional de Matemáticos em Berkeley (1986: Spectral properties of metrically transitive operators and related problems) e no Congresso Europeu de Matemática de 1996. É membro da Academia Nacional de Ciências da Ucrânia. Em 2012 foi eleito fellow da American Mathematical Society.

## Publicações selecionadas
- Spectra of random selfadjoint operators, Uspehi Mat. Nauk., Volume 28, 1973, p. 3–64.
- A simple approach to the global regime of Gaussian ensembles of random matrices, Ukrainian Math. J., Volume 57, 2005, p. 936–966
- From random matrices to quasi-periodic Jacobi matrices via orthogonal polynomials, J. Approx. Theory, Volume 139, 2006, p. 269–292
- Limiting Laws of Linear Eigenvalue Statistics for Unitary Invariant Matrix Models, J. Math. Phys., Volume 47, 2006, p. 103303
- Eigenvalue distribution of random matrices. In: Random Media 2000 (Proceedings of the Mandralin Summer School, Juni 2000), Interdisciplinary Centre of Mathematical and Computational Modeling, Warschau, 2007, p. 93–206
- com Mariya Shcherbina: Bulk Universality and Related Properties of Hermitian Matrix Models, J. Stat. Phys., Volume 130, 2008, p. 205–250, Arxiv
- com A. Lytova: On Asymptotic Behavior of Multilinear Eigenvalue Statistics of Random Matrices, J. Stat. Phys. Volume 133, 2008, p. 871–882
- Orthogonal polynomials, Jacobi matrices and random matrices. In: Integrable systems and random matrices, Contemporary Mathematics 458, AMS 2008, p. 249–263,
- com A. Lytova: Central limit theorem for linear eigenvalue statistics of random matrices with independent entries, Annals of Probability, Volume 37, 2009, p. 1778–1840
- com M. Shcherbina:  Eigenvalue distribution of large random matrices, AMS 2011
- com Alexander Figotin:  Spectra of random and almost-periodic operators, Grundlehren der mathematischen Wissenschaften 297, Springer 1992
- com Alexander Figotin: Theory of disordered spin systems, Theoretical and Mathematical Physics, Volume 35, 1978, p. 403–414